# Cột có tượng Đức Mẹ Đồng trinh ở Hodkovice nad Mohelkou

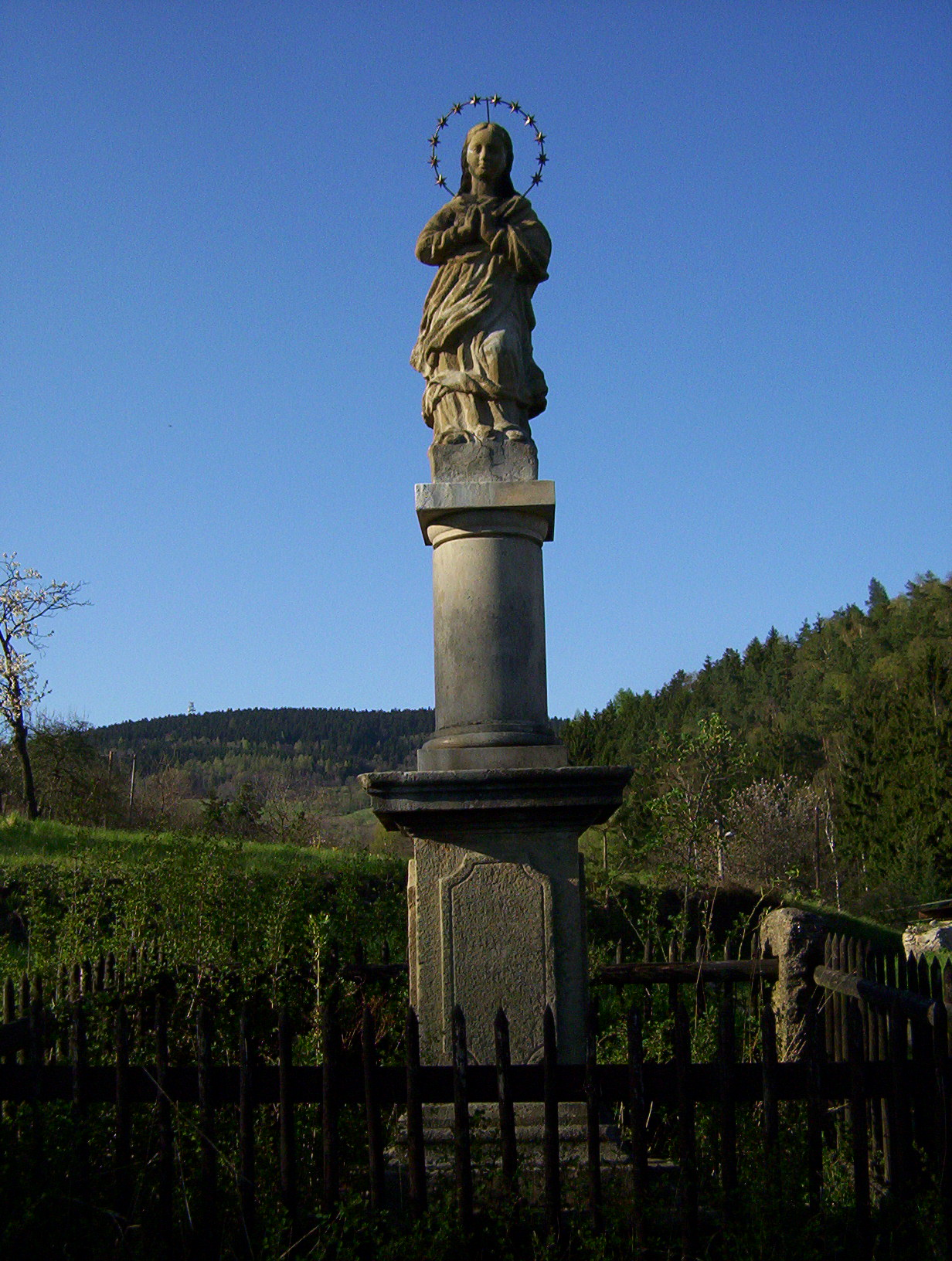
Cột có tượng Đức Mẹ Đồng trinh ở Hodkovice nad Mohelkou (2007)

Cột có tượng Đức Mẹ Đồng trinh ở Hodkovice nad Mohelkou (tiếng Séc: Sloup se sochou Panny Marie v Hodkovicích nad Mohelkou) là một trong những tượng đài tôn giáo nổi tiếng về Đức Mẹ, tọa lạc tại thị trấn Hodkovice nad Mohelkou, vùng Liberec, Cộng hòa Séc. Công trình này có tên trong danh sách các di tích văn hóa của Cộng hòa Séc.

## Lịch sử
Một cột đá sa thạch có tượng Đức Mẹ Đồng trinh được xây dựng vào thế kỷ 18. Hiện nay, tượng đài ở vị trí ngoài trời chỉ là một bản sao. Tượng đài gốc được lưu trữ tại nhà thờ Thánh Procopius (nhà thờ giáo xứ Công giáo ở thị trấn Hodkovice nad Mohelkou). Công trình xây dựng này được bảo vệ từ năm 1958 và chính thức có tên trong danh sách di tích văn hóa cấp quốc gia vào ngày 6 tháng 4 năm 1966.

## Mô tả
Bức tượng phong cách Baroque ở trên đỉnh cột khắc họa hình ảnh Đức Trinh nữ Maria còn rất trẻ với mái tóc dài buông xõa sau vai. Đằng sau mái tóc là một vầng hào quang được kết từ 12 ngôi sao. Mẹ Maria diện một bộ áo dài, và đang chắp tay trước ngực để cầu nguyện cho nhân loại.